# La Esperanza (östra Las Margaritas kommun)
La Esperanza är en ort i Mexiko.   Den ligger i kommunen Las Margaritas och delstaten Chiapas, i den sydöstra delen av landet, 900 km öster om huvudstaden Mexico City. La Esperanza ligger 684 meter över havet och antalet invånare är 125.
Terrängen runt La Esperanza är kuperad, och sluttar österut. Runt La Esperanza är det ganska glesbefolkat, med 30 invånare per kvadratkilometer. Närmaste större samhälle är Francisco Villa, 6,9 km väster om La Esperanza. I omgivningarna runt La Esperanza växer i huvudsak städsegrön lövskog.